# Alcoholímetro

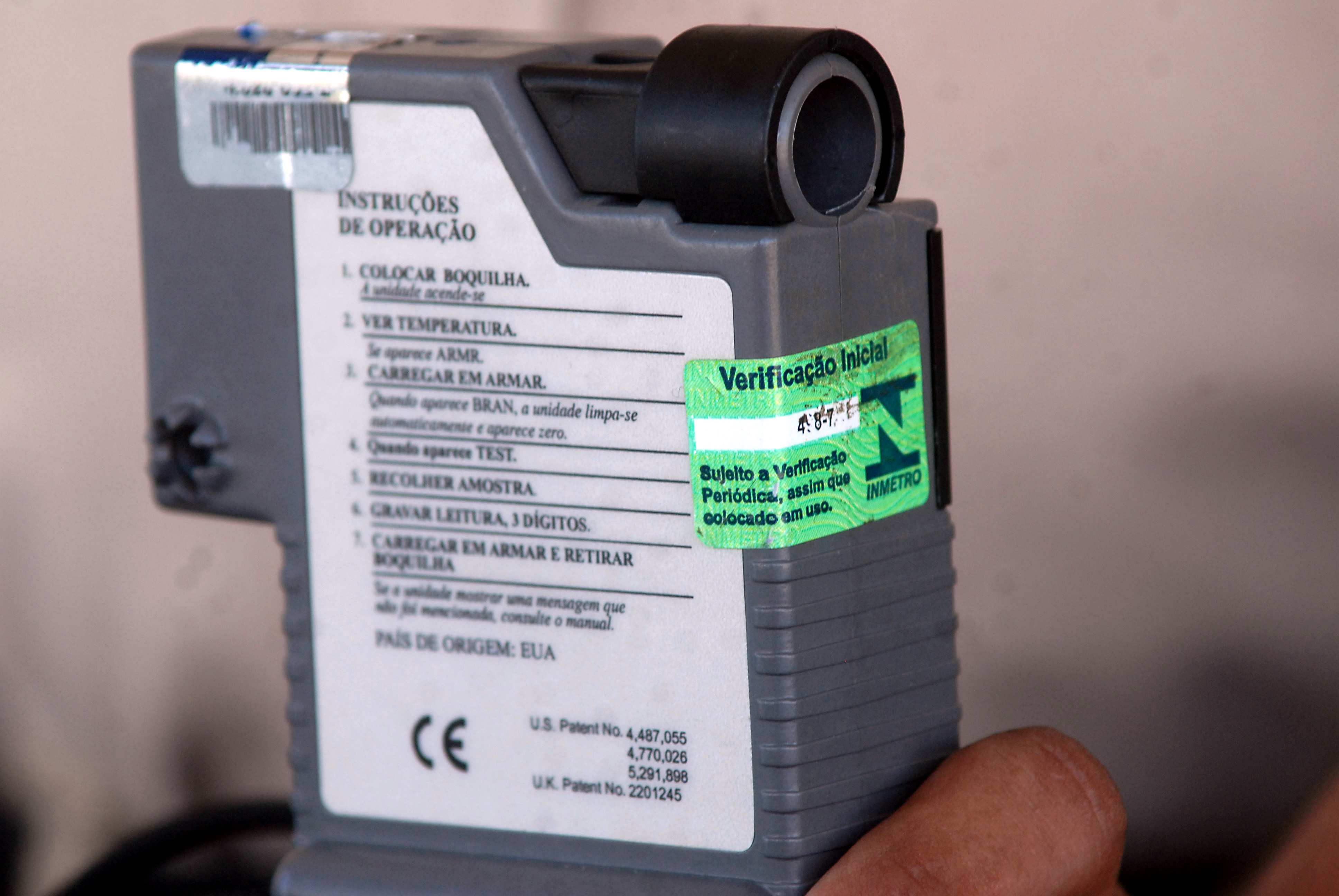
Un alcoholímetro homologado

El alcoholímetro o alcohómetro es un instrumento usado para determinar el nivel de alcohol que se halla presente en un líquido o gas. Puede usarse, por tanto, para medir el porcentaje de alcohol etílico o etanol en una bebida o en la sangre.
Los alcoholímetros especializados utilizados por la policía tienen muy poco margen de error, pero los alcoholímetros comunes no son del todo fiables, ya que pueden confundir altos niveles de alcohol con distintos tipos de sustancias como THC (producido por cannabis) o el tabaco.

## Alcoholímetro digital

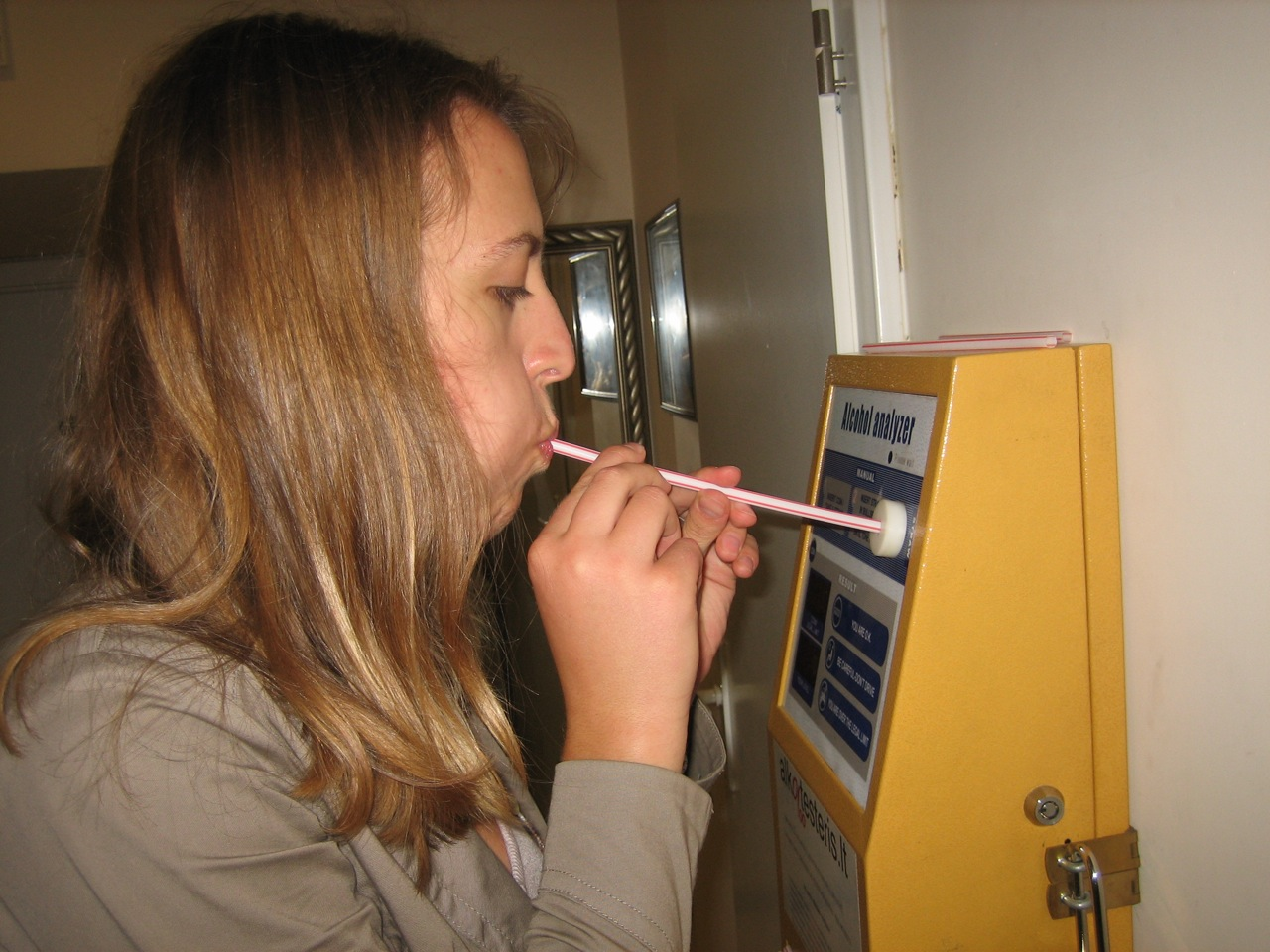
Una persona haciendo la prueba de alcoholemia, en el 2007.

Un alcoholímetro digital, basado en un sensor de gas, indica, al soplar sobre él, el tanto por ciento de alcohol en la sangre y puede servir a una persona para saber si está en condiciones de conducir. Conocer el nivel de alcohol en la sangre (alcoholemia) es muy importante para la seguridad en las calles y carreteras.[cita requerida]
Es el instrumento usado por los policías encargados de la seguridad del tráfico para la detección de la presencia de alcohol en el conductor de un vehículo (no arriesgues tu vida, no tomes). Esto se hará mediante alcoholímetros digitales de mano o mediante etilómetros (alcoholímetros de precisión, necesarios para hacer la denuncia pertinente), en caso de que se supere la tasa máxima permitida.
Para un uso efectivo de estos aparatos, se establece un control metrológico de los mismos mediante la Orden 27 de julio de 1994, como anteriormente se había establecido en España un  control metrológico de los alcoholímetros mediante la "Orden de 28 de diciembre de 1988, en los que se indica la tolerancia máxima de errores dentro de los límites de las normas de la UNE. Las mediciones las realizan instituciones como el Instituto Nacional de Metrología, en el caso de México, o los órganos competentes de las comunidades autónomas, en el caso de España.
Hay alcoholímetros en línea que ayudan a calcular cuánto tiempo hay que esperar para estar en condiciones de conducir.

## Química en la medición

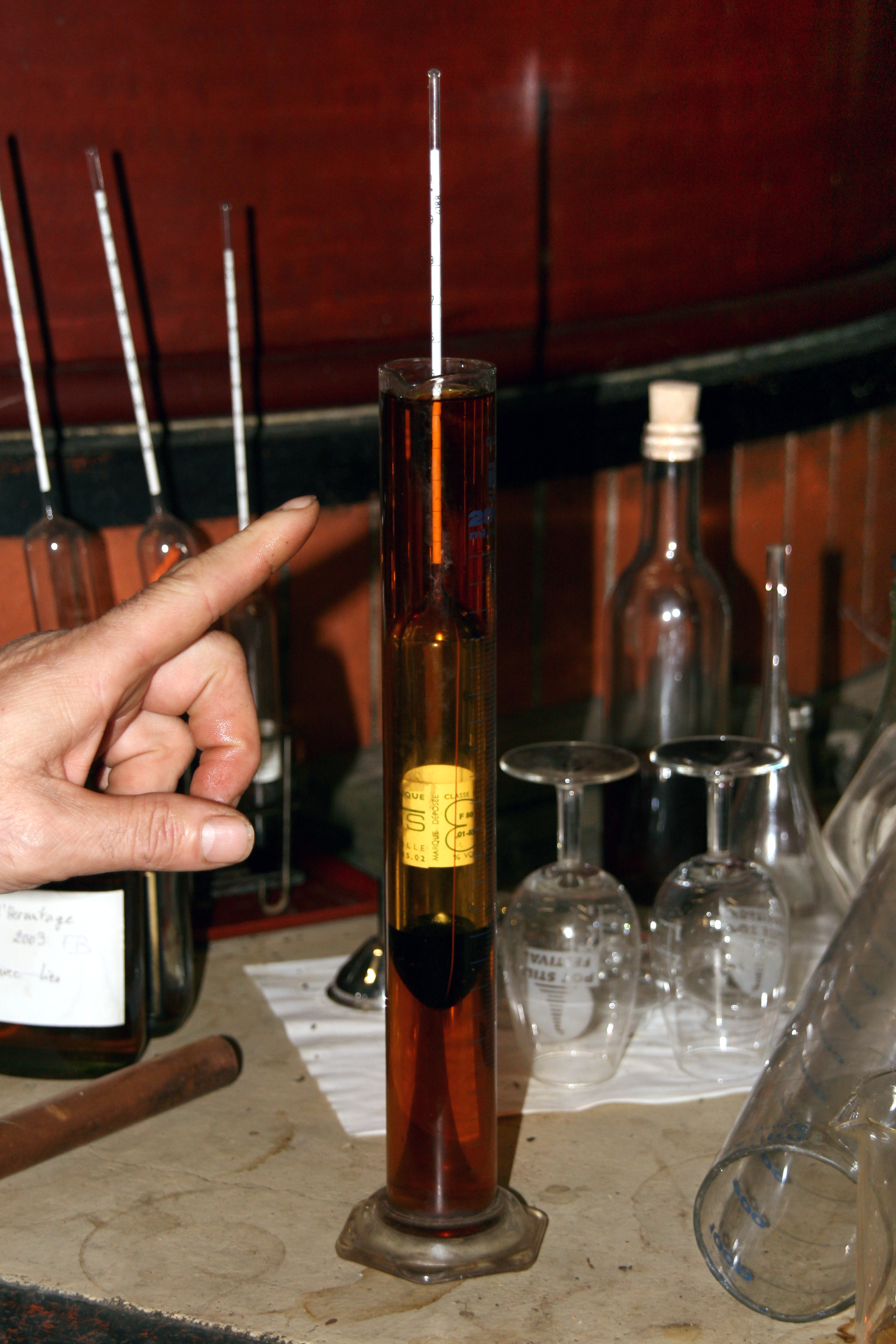
Un alcoholímetro utilizado para medir el grado alcohólico de un líquido. Aquí, el líquido en el tubo es brandy, con un 44,5% de alcohol.

Los  alcoholes pueden  oxidarse, la oxidación de los mismos produce aldehídos y la oxidación más intensa produce el ácido orgánico correspondiente; esta última explica por qué el vino, en contacto con el O2 se torna ácido.
CH3-CH2-OH + O2(ac)→ CH3-COOH(ac) + H2O (l)
(donde "ac" simboliza que la sustancia se encuentra diluida en agua o en un medio acuoso y "l" que es un líquido puro)
Para estimar la cantidad de alcohol que han ingerido las personas que circulan con sus vehículos se produce la oxidación del alcohol etílico (presente en el aire espirado) con una disolución anaranjada de K2Cr2O7; en la reacción se produce ácido acético (CH3-COOH) y la disolución disminuye la intensidad del color anaranjado. La disminución de la intensidad del color es una medida directa de la concentración del alcohol etílico en la sangre del individuo.

## Niveles de etanol en sangre
| Etanol en sangre (gramos/litro) | estado     | síntomas                                                                                               |
| ------------------------------- | ---------- | --- |
| 0,1 a 0,3                       | sobriedad  | Ninguna influencia aparente.                                                                           |
| 0,3 a 1,2                       | euforia    | Pérdida de eficiencia, disminución de la atención, juicio y control                                    |
| 0,9 a 2,0                       | excitación | Inestabilidad de las emociones, in-coordinación muscular. Menor inhibición. Pérdida del juicio crítico |
| 1,8 a 3,0                       | confusión  | Vértigos, desequilibrio, dificultad en el habla y disturbios de la sensación.                          |
| 2,7 a 4,0                       | estupor    | Apatía e inercia general. Vómitos, incontinencia urinaria y fecal.                                     |
| 3,5 a 5,0                       | coma       | Inconsciencia, anestesia. muerte                                                                       |
| Por encima de 5                 | muerte     | parada respiratoria                                                                                    |

## Otros términos
Los términos alcohometría, alcoholometría y alcoholimetría se usan (recientemente, únicamente este último) para referirse a la medición de la cantidad de alcohol en una sustancia.